# Bosák Bus

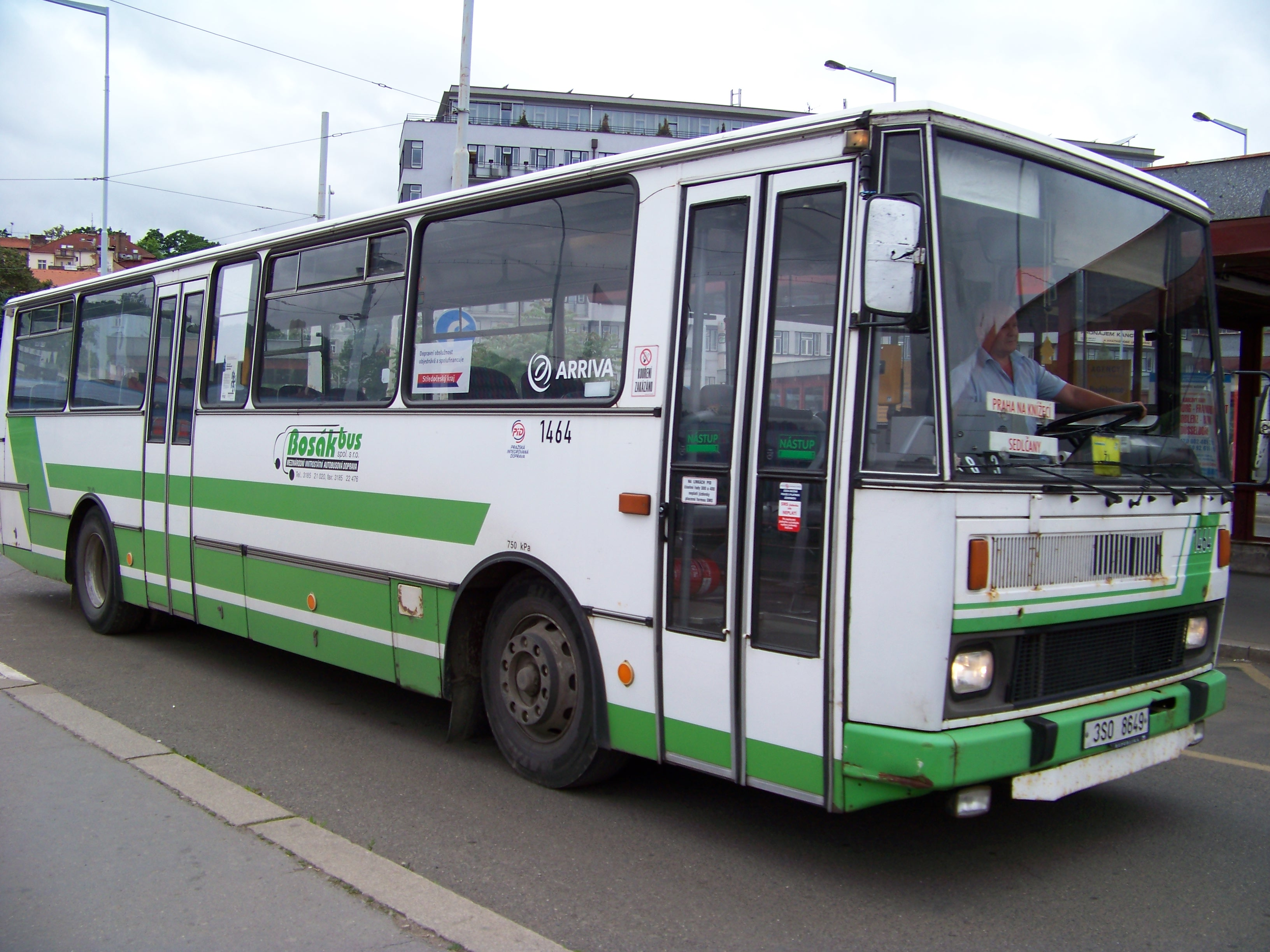
Autobus Bosák bus ve firemním nátěru na trase Praha–Sedlčany (linka 136 446 – SID D92), foto z roku 2010

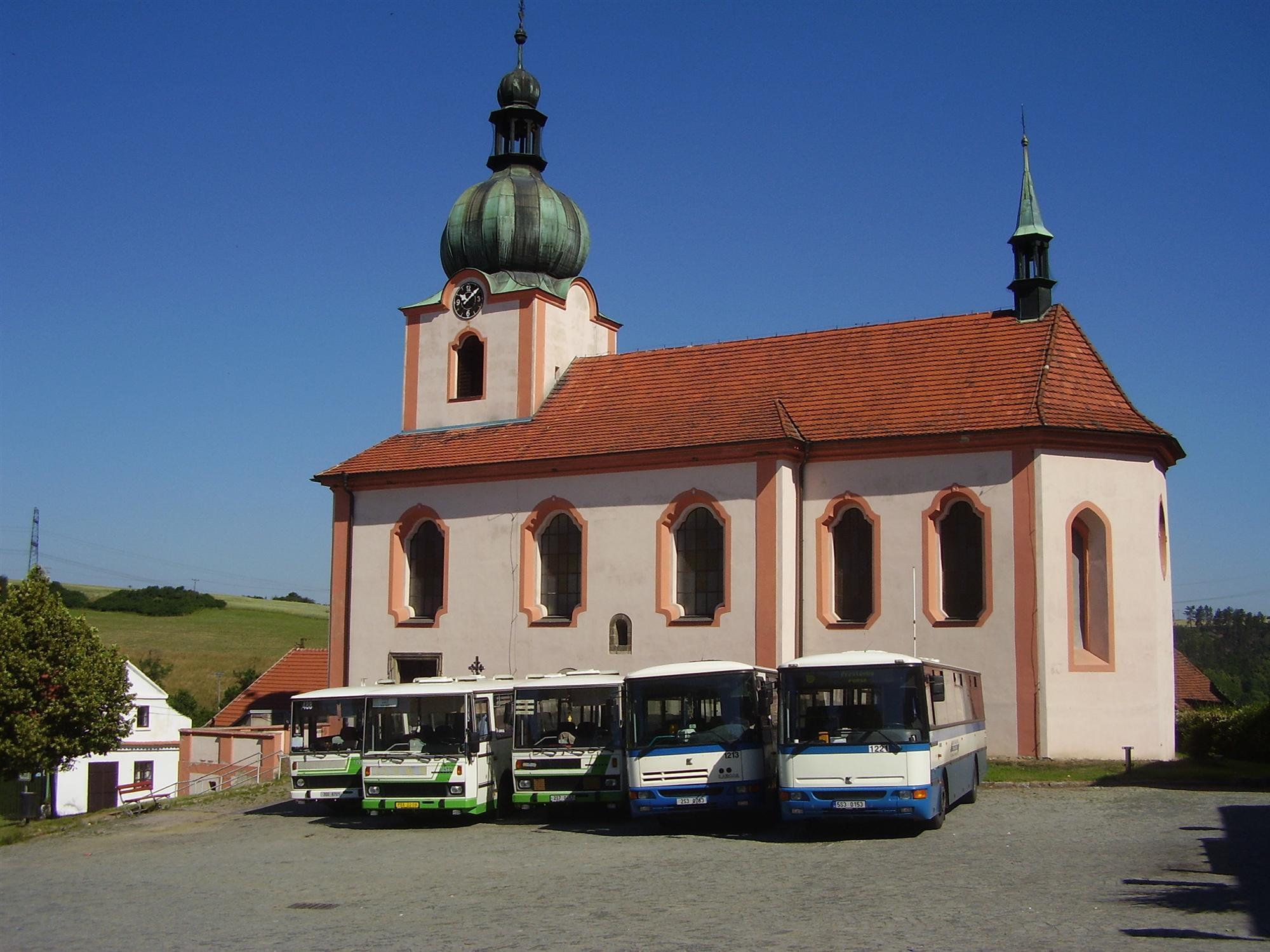
Náměstí v Novém Kníně, odstavené autobusy firem Bosák a Probo trans, červen 2008

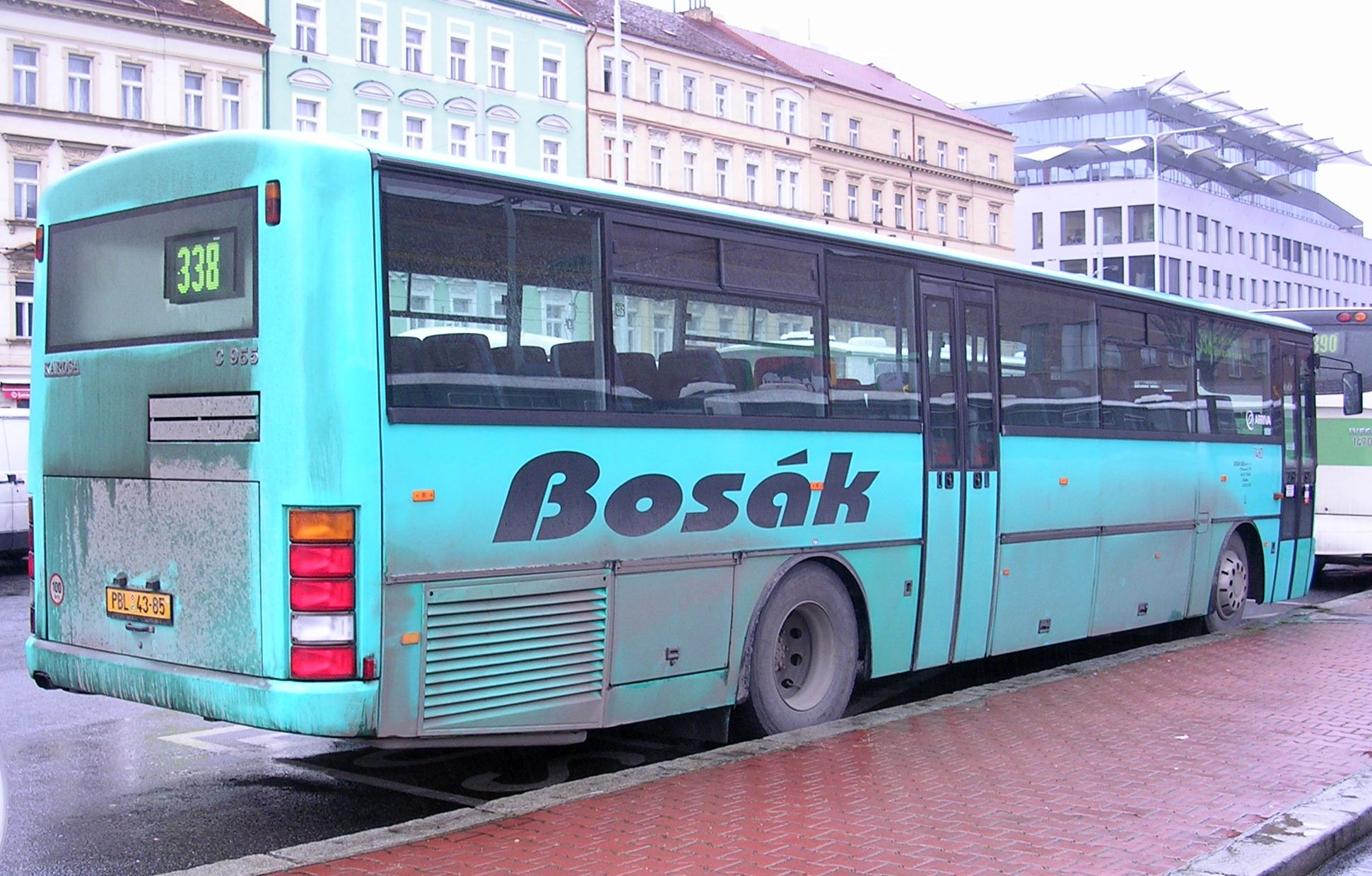
Modrý nátěr, linka PID 338, rok 2009

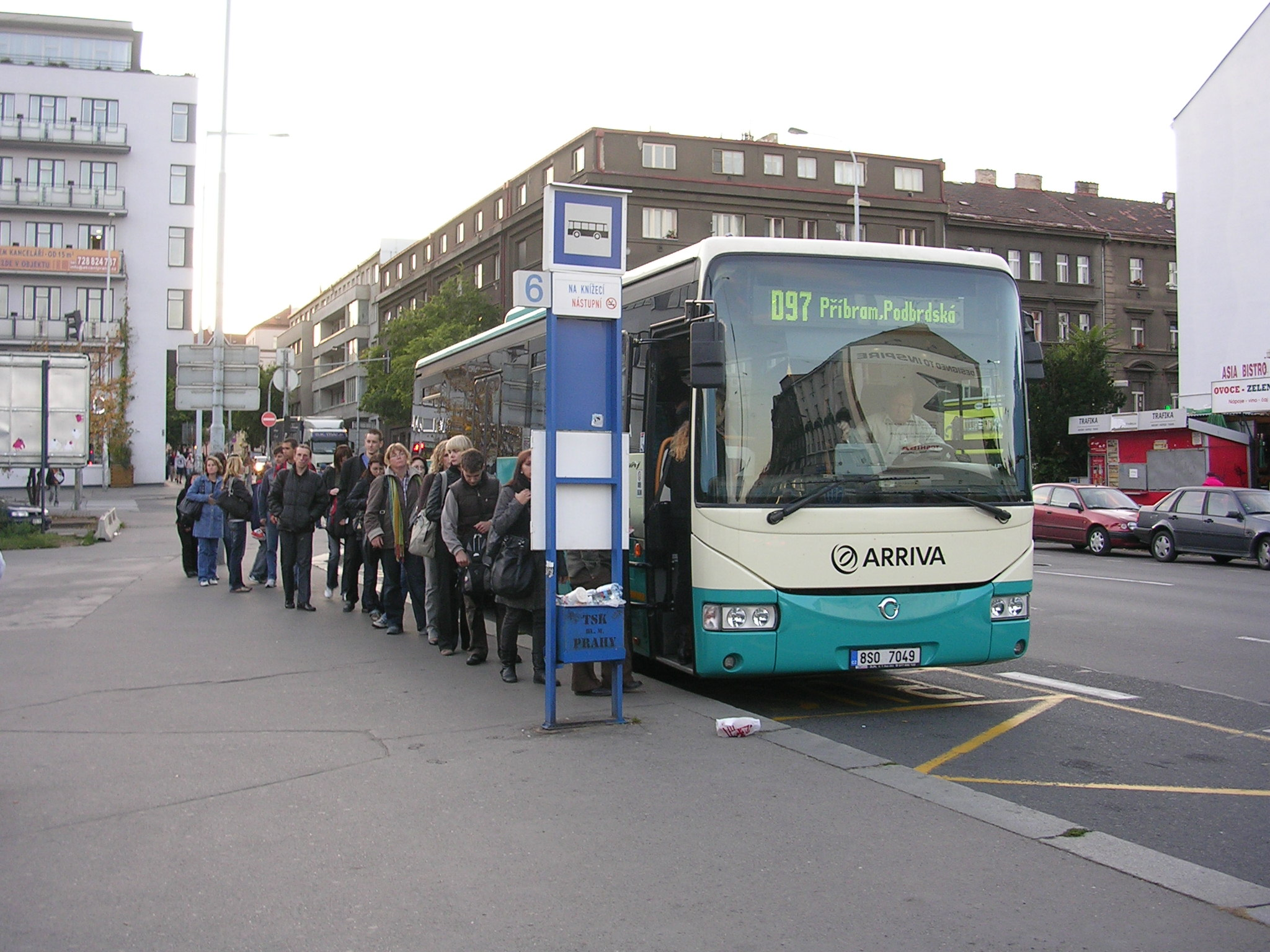
Autobus na lince SID Praha–Příbram v barvách Arriva, 2008

BOSÁK BUS, spol. s r.o. byl autobusový dopravce z Dobříše, provozující v rámci Pražské integrované dopravy a Středočeské integrované dopravy regionální linky na Dobříšsku, Příbramsku a Štěchovicku i linky do Prahy a Jižních Čech. Podnik vznikl 1. července 2006 vyčleněním autobusové divize z rodinného podniku BOSÁK, spol. s r. o., který od svého vzniku roku 1992 provozoval nákladní silniční dopravu a roku 1997 koupil v rámci privatizace autobusovou provozovnu ČSAD v Dobříši. Do ledna 2007 firmu BOSÁK BUS spol. s r. o. vlastnil Jan Bosák (nar. 1965) z Obecnice. Od ledna 2007 je prostřednictvím mateřské společnosti ARRIVA holding Česká republika s.r.o. součástí skupiny Arriva, kterou v roce 2010 získaly do vlastnictví Deutsche Bahn. Od roku 2004 používala firemní zelenobílý nátěr autobusů, od roku 2007 mají nové autobusy modré nátěry skupiny Arriva. 31. prosince 2014 společnost zanikla fúzí se společností TRANSCENTRUM bus s. r. o., která byla zhruba v téže době přejmenována na nový názav ARRIVA STŘEDNÍ ČECHY s.r.o.

## Historie
Společnost BOSÁK, spol. s r. o. založili otec a syn Bosákovi údajně v srpnu roku 1990 (v obchodním rejstříku je však uvedeno datum společenské smlouvy až 9. března 1992 a spoluvlastnilo ji po pětině pět lidí, tři z příbramské rodiny Bosákových a dva z pražské rodiny Linhartových) a zpočátku provozovala jen tuzemskou nákladní dopravu dvěma nákladními automobily s přívěsy. Do roku 1993 se firma rozrůstala a pronikla i do mezinárodní kamionové dopravy, v roce 1993 vlastnila již 16 kamionů české výroby, v roce 1997 již 32 kamionů.
Roku 1997 při privatizaci podniku Československá automobilová doprava Příbram státní podnik odkoupila jeho provozovnu v Dobříši s 21 autobusy, převážně typu Karosa C 734. Zároveň převzala po tomto dopravci některé autobusové linky v oblasti okresů Praha-západ, Příbram a Strakonice, čímž zahájila vlastní autobusovou dopravu. Dobříšská provozovna byla (vedle příbramské a sedlčanské) od roku 1963 jednou ze tří provozoven příbramského dopravního závodu 115 krajského národního podniku ČSAD KNV Praha n. p., který byl na konci roku 1990 vyčleněn jako samostatný státní podnik Československá automobilová doprava Příbram státní podnik. Zbytek podniku ČSAD Příbram fungoval od roku 1996 pod původní značkou jako s. r. o. ve vlastnictví svazku obcí a skupiny fyzických osob až do roku 2004, kdy jej získala skupina Connex, dnes Veolia Transport, a přejmenovala na Connex Příbram s. r. o.
V březnu 2002 bylo sídlo společnosti změněno z původní Obecnice na Dobříš.
Vozový park autobusů byl postupně rozšiřován, roku 2004 společnost koupila větší počet ojetých autobusů, které předtím vlastnila firma Connex Morava. Roku 2004 začala firma Bosák zavádět též firemní zelenobílý nátěr autobusů. 1. července 2004 získala 4 linky Pražské integrované dopravy v oblasti Štěchovicka.
Podnik BOSÁK BUS spol. s r. o. vznikl 1. července 2006 vyčleněním autobusové dopravy ze společnosti BOSÁK, spol. s r.o., která dále provozuje kamionovou dopravu a opravárenství, v říjnu 2009 ji získala společnost OMIKRON TRADING LIMITED registrovaná na Britských Panenských ostrovech a od ledna 2010 je pro insolvenci v konkursu. Formálně vznikla firma přejmenováním dobříšské společnosti DENI AUTO, spol. s r. o., která patřila dvěma pražským s. r. o.
Na konci ledna 2007 podnik včetně dluhů ve výši 28 miliónů korun (0,7 miliónu liber) koupila za 45 miliónů korun (1,1 miliónu liber) evropská, původem britská skupina Arriva prostřednictvím společnosti ARRIVA holding Česká republika s. r. o., po koupi mladoboleslavského podniku Transcentrum bus o měsíc dříve to byla její druhá významná akvizice v České republice, následovaná na konci roku 2007 koupí podkrkonošského dopravce OSNADO.
K 1. lednu 2015 měly být společnosti Bosák Bus s. r. o. a Transcentrum Bus s. r. o. sloučeny do nové společnosti Arriva Střední Čechy. Podle obchodního rejstříku přešlo 31. 12. 2014 na společnost TRANSCENTRUM bus s.r.o. v důsledku fúze sloučením jmění společnosti BOSÁK BUS, spol. s r.o. včetně práv a povinností z pracovněprávních vztahů. Z obchodního rejstříku byl k 1. lednu 2015 vymazán původní název společnosti TRANSCENTRUM bus s.r.o., ale nebyl zapsán nový. Podle živnostenského rejstříku byla společnost TRANSCENTRUM bus s.r.o. již k 10. prosinci 2014 přejmenována na ARRIVA STŘEDNÍ ČECHY s.r.o. Do jízdních řádů byl nový název společnosti zaveden s platností od 1. března 2015.

## Rozsah činnosti
Před rozdělením v roce 2006 měla společnost BOSÁK, spol. s r. o. asi 220 zaměstnanců, roční obrat činil kolem 300 milionů korun a vozový park obnášel asi 70 tahačů značek Volvo, Scania, DaF, Mercedes a Renault s plachtovými i chladírenskými návěsy, 50 autobusů značek Karosa, Volvo a Bova a 4 osobní automobily Mercedes-Benz.
V době vyčlenění autobusové dopravy ze společnosti BOSÁK spol. s r. o. v roce 2006 měla firma 50 autobusů. V době vstupu skupiny Arriva měla firma BOSÁK BUS roční obrat kolem 80 miliónů Kč (2,1 miliónů liber), provozovala 50 autobusů a zaměstnávala 64 lidí. V listopadu 2008 měla společnost 52 autobusů a zaměstnávala 67 pracovníků, z toho 60 řidičů. Ředitelem společnosti je Jan Bosák.
V roce 2009 firma udává vozový park 52 autobusů značek Irisbus, Karosa, Volvo , Bova a Iveco ve stáří a výbavě podle přání zákazníků, 69 pracovníků, 21 obsluhovaných linek a roční obrat 100 milionů Kč.

## Autobusové linky
Roku 1997 získal Jan Bosák linky po dobříšské provozovně ČSAD, kterou koupil.
Dne 1. července 2004, kdy byla zavedena Pražská integrovaná doprava do oblasti Štěchovicka v okrese Praha-západ, zde společnost BOSÁK, spol. s r. o. získala čtyři linky (338, 390, 438 a 440), které obsluhovala 9 autobusy evidenčních čísel 1451 až 1459. Tuto oblast v době státních ČSAD obsluhoval dopravní závod a později podnik ČSAD Praha-západ, od roku 1997 zde svými charakteristickými metodami získal pozice JUDr. Jan Hofmann a poté Hofmannova společnost Bohemiatour, která v době výběrového řízení na linky PID byla kvůli insolvenci mimo hru, firma Bosák však na těchto trasách začala působit souběžně již kolem roku 2002. Od 12. prosince 2004 přibyla ještě linka 488 (Mníšek pod Brdy, náměstí – Nový Knín, Libčice), převzatá od konkurenční společnosti Martin Uher, s. r. o., od té doby se rozsah účasti firmy v PID podstatně nezměnil.
Před rokem 2006 měla společnost asi 50 autobusů, z nichž 20 bylo vyčleněno pro provoz v rámci Pražské integrované dopravy, a 8 autobusů pro zájezdovou dopravu. Kromě 5 linek PID provozovala firma asi 20 dalších regionálních a dálkových linek.
V roce 2005 byly firmy BOSÁK spol. s r. o. a Cup Tour bus dvěma nejvýznamnějšími autobusovými dopravci na nedotované trase Příbram – Praha.
Vstup Středočeské integrované dopravy do oblasti Příbramska začal 9. prosince 2007 vytvořením linek D97, D98 a D99 na hlavní trase Praha-Smíchov – Dobříš – Příbram, do nichž byly začleněny linky všech tří dosavadních hlavních dopravců (Connex Příbram, Cup Tour bus i Bosák bus), 13. ledna 2008 byla zaintegrována i linka D95 z Prahy-Roztyl do Příbrami. Dosavadní anomálie, že některé linky byly provozovány více dopravci současně, byla 1. července 2008 upravena tak, že jedné lince podle číslování PID odpovídají dvě až tři linky podle šestimístného licenčního číslování (například linku D98 tvoří linky 300098, 302098 a 303098). D99 je přitom označení pro sobotní a nedělní spoje na lince, která v pracovní dny nese označení D98, licenční označení linek však podle provozního dne rozlišeno není. 14. června 2009 bylo do SID začleněno celé Příbramsko a Dobříšsko.
V roce 2009 společnost provozuje autobusové linky v okolí Březnice, Příbrami, Dobříše, Nového Knína, Mníšku pod Brdy a Štěchovic až po hlavní město Prahu. Dále provozuje tři dálkové linky, Praha – Milevsko, Praha – Sušice a Praha – Český Krumlov. Celkově uvádí 21 linek. V roce 2011 byly zveřejněny jízdní řády 21 linek, z toho 15 linek plně nebo částečně v rámci systému Středočeské integrované dopravy (převážně v rámci Středočeského kraje D25, D51, D52, D53, D54, D55, D56, D57, linky do Prahy D58, D89, D92, D95, D97, D98, D99, z toho dvě do Milevska, hlavními východisky linek jsou Dobříš, Příbram a Nový Knín), 5 linek v rámci Pražské integrované dopravy (viz výše) a 1 dálková linka mimo integrované systémy (133441 Praha - Písek - České Budějovice - Český Krumlov). (Dálkovou linku 143 445 Praha - Nempomuk -(Sušice) s jedním víkendovým párem spojů dopravce zrušil k 1. 2. 2010 a dopravu částečně převzal Jan Kukla).
Od 11. prosince 2011 provozuje v Praze městskou midibusovou linku 264 ze Zličína na Bílou Horu.
Podle výroční zprávy organizace ROPID za rok 2011 se společnost podílela 1,26 % na dopravních výkonech v rámci autobusové dopravy PID.